# Detlev Kraack
Detlev Kraack (* 20. Januar 1967 in Flensburg) ist ein deutscher Historiker.
Sein Vater, Gerhard Kraack, war Lehrer an der Goetheschule in Flensburg und Lokalhistoriker. Nach dem Abitur am Alten Gymnasium Flensburg studierte er Mathematik, Altphilologie und Geschichte in Berlin. Im Jahr 1994 wurde er an der Universität Kiel mit einer von Werner Paravicini betreuten Untersuchung zum Spätmittelalter promoviert. Seit der Habilitation an der TU Berlin mit der Arbeit Von namenlosen Vizegrafen und verkappten Vizekönigen. Widerstreitende Herrschaftskonzeptionen und Herrschaftspraxis unter Friedrich I. Barbarossa 2001 war er zunächst Privatdozent, ist mittlerweile außerplanmäßiger Professor für mittelalterliche Geschichte und Landesgeschichte an der TU Berlin und arbeitet zugleich als Oberstudienrat für die Fächer Latein und Geschichte am Gymnasium Schloss Plön. Er ist Vorstandsmitglied der Gesellschaft für Schleswig-Holsteinische Geschichte und seit 2013 Sprecher des Arbeitskreises für Wirtschafts- und Sozialgeschichte Schleswig-Holsteins.
Seine Forschungsschwerpunkte sind schleswig-holsteinische Landesgeschichte sowie die allgemeine Geschichte des Mittelalters und der Frühen Neuzeit.

## Schriften (Auswahl)
- Karten und Atlanten in der Landeszentralbibliothek Schleswig-Holstein. Band 1: Der Flensburger „Atlas major“. Ein Sammelatlas zum Großen Nordischen Krieg und zu den Türkenkriegen (= Schriften der Landeszentralbibliothek Schleswig-Holstein. Band 3). Landeszentralbibliothek Schleswig-Holstein, Flensburg 1997, ISBN 3-88042-946-4.
- Die Briefkopialbücher des Flensburger Kaufmanns Christian Dethleffsen von 1775 bis 1792. Kommentierte Textedition und Einführung (= Schriftenreihe der Gesellschaft für Flensburger Stadtgeschichte. Band 52). Gesellschaft für Flensburger Stadtgeschichte, Flensburg 1998, ISBN 3-925856-34-X.
- Monumentale Zeugnisse der spätmittelalterlichen Adelsreise. Inschriften und Graffiti des 14.–16. Jahrhunderts (= Abhandlungen der Akademie der Wissenschaften zu Göttingen, Philologisch-Historische Klasse. Folge 3. Band 224). Vandenhoeck und Ruprecht, Göttingen 2000, ISBN 3-525-82467-X (zugleich Dissertation, Kiel 1994).
- mit Peter Lingens: Bibliographie zu historischen Graffiti zwischen Antike und Moderne (= Medium aevum quotidianum. Sonderband 11). Medium Aevum Quotidianum, Krems 2001, ISBN 3-901094-14-8.
- als Herausgeber mit Klaus-Joachim Lorenzen-Schmidt: Brückenschläge aus der Vergangenheit. Festschrift für Peter Wulf zu seinem 70. Geburtstag (= Studien zur Wirtschafts- und Sozialgeschichte Schleswig-Holsteins. Band 44). Wachholtz Verlag, Kiel 2008, ISBN 978-3-529-02944-8.
- als Herausgeber mit Klaus-Joachim Lorenzen-Schmidt: Essen und Trinken. Zur Ernährungsgeschichte Schleswig-Holsteins (= Studien zur Wirtschafts- und Sozialgeschichte Schleswig-Holsteins. Band 46). Wachholtz Verlag, Neumünster 2010, ISBN 978-3-529-02946-2.
- als Herausgeber mit Martin Rheinheimer: Aus der Mitte des Landes. Klaus-Joachim Lorenzen-Schmidt zum 65. Geburtstag (= Studien zur Wirtschafts- und Sozialgeschichte Schleswig-Holsteins. Band 51). Wachholtz, Neumünster 2013, ISBN 978-3-529-03251-6.
- als Herausgeber mit Oliver Auge: 900 Jahre Schauenburger im Norden. Eine Bestandsaufnahme (= Quellen und Forschungen zur Geschichte Schleswig-Holsteins. Band 121). Wachholtz, Kiel u. a. 2015, ISBN 978-3-529-02221-0 Rezension bei H-Soz-Kult.
- Begegnungen. Schleswig-holsteinische Geschichte in Lebensbildern. Wachholtz, Kiel u. a. 2016, ISBN 3-529-05161-6.
- Die Kalendernotizen des Husumer Pastors Peter Danckwerth (1611–1652) (= Studien und Materialien. Band 36). Nordfriisk Instiituut, Bredstedt 2021.